# Дубовый Гай (село, Саратовская область)
Дубовый Гай — село в Хвалынском районе Саратовской области, в составе сельского поселения Сосново-Мазинское муниципальное образование.
Население - 121 (2010)

## История
В Списке населённых мест Российской империи по сведениям за 1859 год упоминается как казённая деревня Дубовый Гай Хвалынского уезда Саратовской губернии, расположенное при реке Мазе по правую сторону тракта из города Хвалынска в квартиру второго стана на расстоянии 38 вёрст от уездного города. В населённом пункте имелось 50 дворов, проживали 238 мужчин и 273 женщины. Согласно переписи 1897 года в сельце Дубовый Гай проживали 708 жителей, из них православных - 408, старообрядцев (беглопоповцы) - 268.
Согласно Списку населённых мест Саратовской губернии 1914 года сельцо Дубовый Гай относилось к Сосново-Мазинской волости. По сведениям за 1911 год в населённом пункте насчитывалось 118 дворов, проживали 395 мужчин и 426 женщин, преимущественно бывшие государственные крестьяне, великороссы, составлявшие одно сельское общество. В сельце имелись православная церковь, единоверческая церковь, церковно-приходская школа.

## Физико-географическая характеристика
Село находится в пределах Приволжской возвышенности, являющейся частью Восточно-Европейской равнины, на левом берегу реки Терешка, на высоте около 70 метров над уровнем моря. Почвы - чернозёмы остаточно-карбонатные.
Село расположено примерно в 34 км по прямой в западном направлении от районного центра города Хвалынска. По автомобильным дорогам расстояние до районного центра составляет 43 км, до областного центра города Саратов - 220 км.
Часовой пояс
Дубовый Гай, как и вся Саратовская область, находится в часовой зоне МСК+1. Смещение применяемого времени относительно UTC составляет +4:00.

## Население
Динамика численности населения по годам:
| Годы      | 1859 | 1897 | 1911 | 2002 |
| --------- | ---- | ---- | ---- | ---- |
| Население | 511  | 708  | 821  | 229  |

| 2002 | 2010 |
| ---- | ---- |
| 229  | ↘121 |

Национальный состав
Согласно результатам переписи 2002 года русские составляли 96 % населения села.